# ウィルヘルム・ヒージンガー

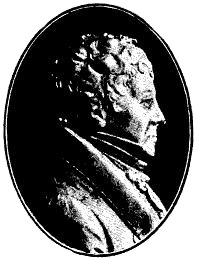
Wilhelm von Hisinger.

ウィルヘルム・ヒージンガー（Wilhelm Hisinger, 1766年12月22日 – 1852年6月28日）はスウェーデンの化学者。イェンス・ベルセリウスとともにセリウムを発見した。
スウェーデンの有名な精錬所の所有者の家に生まれ、ウプサラ大学で自然科学を学んだ。豊かな財力でベルセリウスらを援助する一方、設備を備えた実験室を所有して鉱物学の研究を行った。1803年セリウムの化合物を調べ、これがこれまで知られていない元素の化合物であることを示した。